# 30 noches con mi ex
30 noches con mi ex és una pel·lícula de comèdia romàntica argentina del 2022 dirigida per Adrián Suar. És protagonitzada per Adrián Suar i Pilar Gamboa, produïda per Patagonik Film Group.

## Argument
Després d'estar anys separat de la seva esposa, "El turbo" accepta la comanda de la seva filla perquè puguin conviure novament durant 30 dies amb la seva exesposa que s'està recuperant d'una llarga internació. La nova vida en família podria reavivar els sentiments d'amor i la il·lusió d'estar junts.

## Repartiment
- Adrián Suar com «Turbo»
- Pilar Gamboa com «Loba»
- Rocío Hernández com Emma
- Pichu Straneo com Elías
- Jorge Suárez com Esteban
- Elisa Carricajo com Adriana
- Elvira Onetto com Liliana
- Martín Campilongo com Juancho
- Emilia Claudeville com Vanina

## Premis i nominacions
| Llista de premis i nominacions | Llista de premis i nominacions | Llista de premis i nominacions | Llista de premis i nominacions | Llista de premis i nominacions | Llista de premis i nominacions |
| Any                            | Organització                   | Categoria                      | Nominat/a(s)                   | Resultat                       | Ref(s)                         |
| ------------------------------ | ------------------------------ | ------------------------------ | ------------------------------ | ------------------------------ | ------------------------------ |
| 2023                           | Premis Cóndor de Plata         | Millor actriu                  | Pilar Gamboa                   | Guanyador                      | [ 3 ]                          |
| 2023                           | Premis Sur                     | Millor actriu                  | Pilar Gamboa                   | Guanyador                      | [ 4 ] [ 5 ]                    |
| 2023                           | Premis Sur                     | Millor opera prima             | Pilar Gamboa                   | Nominat                        | [ 4 ] [ 5 ]                    |
| 2023                           | Premis Sur                     | Millor actor de repartiment    | Jorge Suárez                   | Nominat                        | [ 4 ] [ 5 ]                    |
| 2023                           | Premis Sur                     | Millor disseny de vestuari     | Liliana Piekar                 | Nominat                        | [ 4 ] [ 5 ]                    |